# 松井正樹
松井 正樹（まつい まさき、1954年<昭和29年> - ）は、日本の国土交通技官。都市・地域整備局下水道部長、日本下水道事業団 (JS) 理事を歴任。瑞宝中綬章受章。

## 経歴
北九州市生まれ。国土交通省下水道部下水道事業課課長。2008年 (平成20年) 7月 江藤隆の後任として下水道部長。2011年7月 岡久宏史を後任として辞職。翌8月 JS理事（事業統括担当）に就任。九州ブロックにおける下水道広報をより一層活性化させるため、「GKPチーム九州」設立準備会の代表発起人。松井技術士事務所代表。

## 人物
要職退任後は長野県松本市に移住。趣味はジャズ。合気道5段。

## 栄典
2024年11月 令和6年秋の叙勲で瑞宝中綬章を受章。